# Capparimyia melanaspis
Capparimyia melanaspis är en tvåvingeart som först beskrevs av Mario Bezzi 1920.  Capparimyia melanaspis ingår i släktet Capparimyia och familjen borrflugor. Inga underarter finns listade.